# العصفور الأصفر برتقالي الجبهة
العصفور الأصفر برتقالي الجبهة (Sicalis columbiana) هو أحد طيور أمريكا الجنوبية، من عائلة التناجر. انتشاره واسع في كولومبيا وفنزويلا وعلى امتداد نهر الأمازون في البرازيل، وفي شرق وسط البرازيل. يوجد في المناطق شبه المفتوحة؛ غالباً ما يكون بالقرب من المياه وأحياناً بالقرب من التجمعات السكانية. 
الذكر يشبه العصفور الزعفراني، لكنه أصغر، وجبهته برتقالية اللون. أما الأنثى فلونها  رمادي زيتوني ولون ريش جناحيها وذيلها أصفر.